# レイメイ藤井

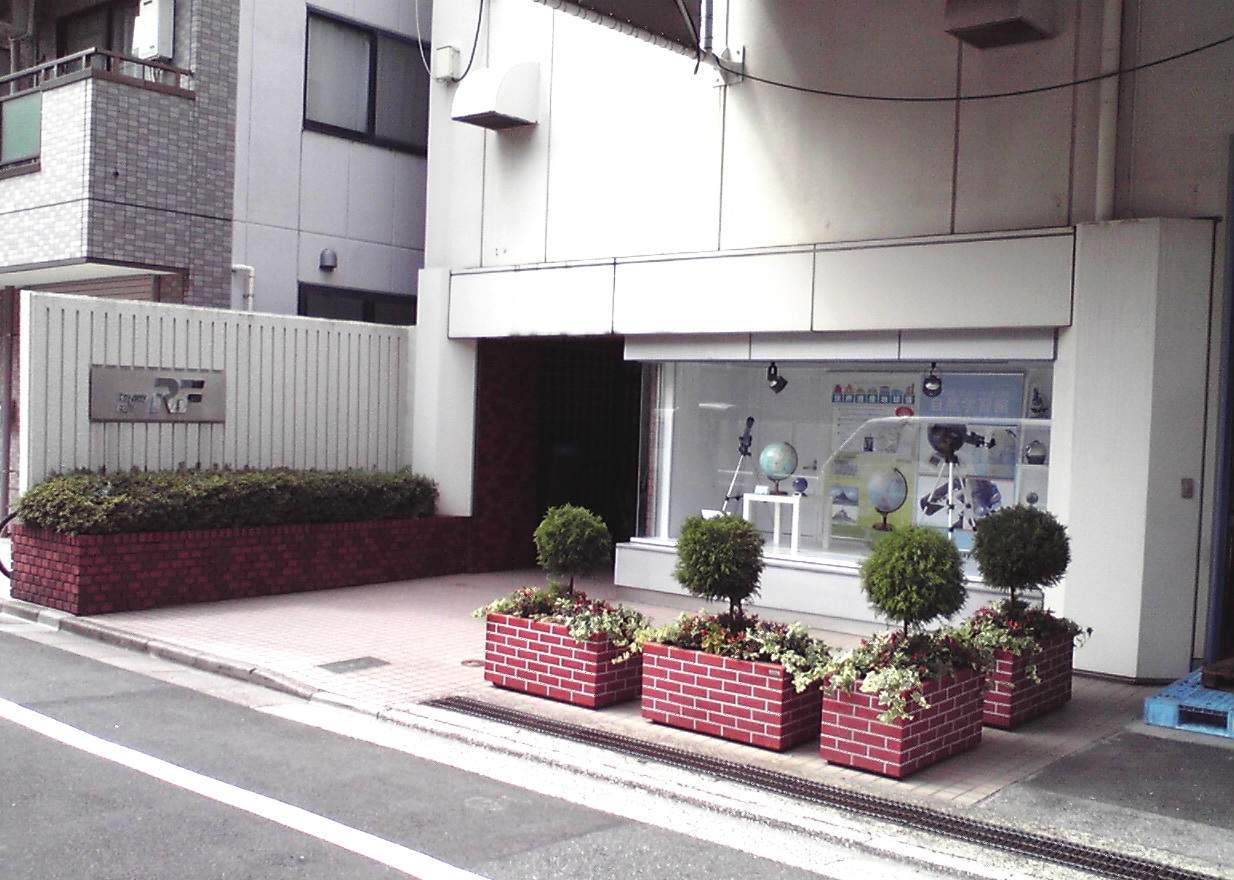
東京本社エントランス

株式会社レイメイ藤井（レイメイふじい、英称：Raymay Fujii Corporation）は、福岡県福岡市と東京都江東区に本社を置く紙・文具・事務機の商社として九州全域で事業展開すると同時に、レイメイブランドの文具メーカーとしては全国に、あるいは香港オフィスを起点として海外へも展開している。1890年（明治23年）、熊本市新町にて和洋・欧米文具の販売会社として藤井商店を創業、昭和23年に藤井株式会社へと改組、平成元年に株式会社レイメイ藤井に社名変更し、2025年現在で創業135年になり、今日に至る。

## 事業内容
ペーパースペシャルティ事業
・印刷、情報関連用紙をはじめ、包装用紙、紙器用板紙、ファンシーペーパー等、洋紙関連商品全般の卸販売と家庭紙商品全般の卸販売。
ビジネスソリューション事業
・コピー機やプリンタをはじめ、オフィス家具・什器やITネットワーク・ソフトウェア導入等、ビジネスオフィス関連全般の販売。
オフィスサプライ事業
・文具店・書店・百貨店等への文具事務用品全般の卸販売。
ステイショナリー事業
・文具メーカーとしてオフィスからスクール用品までパーソナル文具全般の製作・販売。

## 主な商品（ステイショナリー事業部のみ）
- システム手帳
- ボード
- ビジネスツール
- ハサミ
- 携帯小物
- スタディメイト（学童文具）
- 読書用品／机上用品
- 自然学習館（地球儀・望遠鏡など）

## 関連会社
- 株式会社九州リテールサポート
- 株式会社スープル
- 株式会社勁草システック
- 株式会社レイメイセキド
- 株式会社アール・エフ・リアルエステート